# Amphilophium
Amphilophium, biljni rod iz porodice katalpovki, dio reda medićolike. Pripada mu 49 vrsta rasprostranjenih po tropskoj Americi, od Meksika do Argentine, i na Antilima.

## Vrste
1. Amphilophium arenarium (A.H.Gentry) L.G.Lohmann
2. Amphilophium aschersonii Ule
3. Amphilophium ayaricum J.R.Grande
4. Amphilophium bauhinioides (Bureau ex Baill.) L.G.Lohmann
5. Amphilophium blanchetii (DC.) Bureau & K.Schum.
6. Amphilophium bracteatum (Cham.) L.G.Lohmann
7. Amphilophium buccinatorium (DC.) L.G.Lohmann
8. Amphilophium campinae (A.Samp.) L.G.Lohmann
9. Amphilophium carolinae (Lindl.) L.G.Lohmann
10. Amphilophium chocoense (A.H.Gentry) L.G.Lohmann
11. Amphilophium cremersii (A.H.Gentry) L.G.Lohmann
12. Amphilophium crucigerum (L.) L.G.Lohmann
13. Amphilophium cuneifolium (DC.) L.G.Lohmann
14. Amphilophium dasytrichum (Sandwith) L.G.Lohmann
15. Amphilophium dolichoides (Cham.) L.G.Lohmann
16. Amphilophium dusenianum (Kraenzl.) L.G.Lohmann
17. Amphilophium ecuadorense A.H.Gentry
18. Amphilophium elongatum (Vahl) L.G.Lohmann
19. Amphilophium falcatum (Vell.) L.G.Lohmann
20. Amphilophium frutescens (DC.) L.G.Lohmann
21. Amphilophium glaziovii Bureau ex K.Schum.
22. Amphilophium gnaphalanthum (A.Rich.) L.G.Lohmann
23. Amphilophium granulosum (Klotzsch) L.G.Lohmann
24. Amphilophium lactiflorum (Vahl) L.G.Lohmann
25. Amphilophium laeve (Sandwith) L.G.Lohmann
26. Amphilophium laxiflorum (DC.) L.G.Lohmann
27. Amphilophium lohmanniae (A.Pool) L.G.Lohmann
28. Amphilophium magnoliifolium (Kunth) L.G.Lohmann
29. Amphilophium mansoanum (DC.) L.G.Lohmann
30. Amphilophium monophyllum (Sandwith) L.G.Lohmann
31. Amphilophium nunezii (A.H.Gentry) L.G.Lohmann
32. Amphilophium obovatum (Sandwith) L.G.Lohmann
33. Amphilophium occidentale (A.H.Gentry) L.G.Lohmann
34. Amphilophium paniculatum (L.) Kunth
35. Amphilophium pannosum (DC.) Bureau & K.Schum.
36. Amphilophium parkeri (DC.) L.G.Lohmann
37. Amphilophium pauciflorum (A.H.Gentry) L.G.Lohmann
38. Amphilophium perbracteatum A.H.Gentry
39. Amphilophium pilosum Standl.
40. Amphilophium porphyrotrichum (Sandwith) L.G.Lohmann
41. Amphilophium pulverulentum (Sandwith) L.G.Lohmann
42. Amphilophium racemosum (Bureau & K.Schum.) L.G.Lohmann
43. Amphilophium reticulatum (A.H.Gentry) L.G.Lohmann
44. Amphilophium rodriguesii (A.H.Gentry) L.G.Lohmann
45. Amphilophium sandwithii Fabris
46. Amphilophium scabriusculum (Mart. ex DC.) L.G.Lohmann
47. Amphilophium stamineum (Lam.) L.G.Lohmann
48. Amphilophium steyermarkii (A.H.Gentry) L.G.Lohmann
49. Amphilophium vauthieri DC.

## Sinonimi
- Anomoctenium Pichon
- Bothriopodium Rizzini
- Distictella Kuntze
- Distictis Mart. ex Meisn.
- Distictis Bureau
- Endoloma Raf.
- Glaziova Bureau
- Haplolophium Cham.
- Leiogyne K.Schum.
- Macrodiscus Bureau
- Neves-armondia K.Schum.
- Phaedranthus Miers
- Pithecoctenium Mart. ex DC.
- Urbanolophium Melch.
- Wunschmannia Urb.